# توماس أتكينسون
توماس أتكينسون (بالإنجليزية: Thomas Atkinson)‏ هو سياسي أمريكي، ولد في 1928، وتوفي في 1988 بسبب سرطان.